# 브림 (어류)
브림(학명: Abramis brama, common bream, freshwater bream, bream, bronze bream, carp bream)은 잉어과에 속하는 민물고기 유럽종이다. 현재는 아브라미스(Abramis)속의 유일한 단형종으로 간주된다.

## 서식
알프스산맥, 피레네산맥, 발칸반도 등 유럽 북부에서 서식한다. 동쪽으로는 카스피해, 흑해, 아랄해에서 발견된다. 연못, 호수, 운하, 느리게 흐르는 강에서 생활한다.

## 내용
길이는 보통 30~55센티미터이지만, 일부 개체는 75센티미터에 이른 것도 기록되었다. 몸무게는 보통 2~4킬로그램이다. 최대 길이는 90센티미터이며 최고 몸무게는 약 9.1킬로그램이다.